# Piéla (departamento)
Piéla é um departamento ou comuna da província de Gnagna no Burkina Faso. A sua capital é a cidade de Piéla.
Em 1 de julho de 2018 tinha uma população estimada em 76655 habitantes.